# Canoa slalom ai Giochi europei
La canoa slalom è inserita nel programma dei Giochi europei dalla terza edizione che si è svolta nel 2023.

## Edizioni
| Giochi | Anno | Sede     | Gare |
| ------ | ---- | -------- | ---- |
| III    | 2023 | Cracovia | 10   |

## Medagliere complessivo
Aggiornato alla terza edizione
| Pos.   | Paese       | Oro | Argento | Bronzo | Totale |
| ------ | ----------- | --- | ------- | ------ | ------ |
| 1      | Rep. Ceca   | 3   | 1       | 3      | 7      |
| 2      | Germania    | 3   | 1       | 2      | 6      |
| 3      | Regno Unito | 1   | 1       | 3      | 5      |
| 4      | Spagna      | 1   | 1       | 0      | 2      |
| 5      | Francia     | 1   | 0       | 1      | 2      |
| 6      | Ucraina     | 1   | 0       | 0      | 1      |
| 7      | Polonia     | 0   | 3       | 0      | 3      |
| 8      | Austria     | 0   | 1       | 0      | 1      |
| 8      | Slovacchia  | 0   | 1       | 0      | 1      |
| 8      | Svizzera    | 0   | 1       | 0      | 1      |
| 10     | Italia      | 0   | 0       | 1      | 1      |
| Totale | Totale      | 10  | 10      | 10     | 30     |